# Pierre Browne
Pierre Browne (Toronto, 14 januari 1980) is een Canadese sprinter van Barbadiaanse komaf, die is gespecialiseerd in de 100 m. Hij nam drie achtereenvolgende malen deel aan de Olympische Spelen, maar won bij deze gelegenheden geen medailles.

## Biografie
Op de Olympische Spelen van 2000 in Sydney nam Browne deel aan de 200 m, waarin hij reeds in de eerste ronde werd uitgeschakeld. In een tijd van 20,28 s eindigde hij als zesde in zijn reeks. Op de 4 × 100 m estafette liep hij samen met Bradley McCuaig, Glenroy Gilbert en Nicolas Macrozonaris. In hun reeks eindigden ze pas als derde, maar ze liepen met 39,26 de zestiende tijd, zodat ze zich alsnog voor de halve finale plaatsten. Ondanks een tijd van 38,92 drong het Canadese viertal echter niet door tot de finale.
Vier jaar later op de Olympische Spelen van Athene nam Pierre Browne deel aan de 100 m en de 4 × 100 m estafette. Op de 100 m wist hij zich in de reeksen met een tijd van 10,32 alsnog te kwalificeren voor de tweede ronde. Hierin werd hij echter uitgeschakeld in 10,21. Op de 4 × 100 m estafette sneuvelde het Canadese viertal in de kwalificatieronde. Het team, bestaande uit Nicolas Macrozonaris, Anson Henry, Charles Allen en Pierre Browne, finishte in een tijd van 38,64.
In 2008 op de Olympische Spelen van Peking kwam Browne op de 100 m met een tijd van 10,36 niet verder dan de kwartfinale. Op de 4 × 100 m estafette plaatste hij zich echter wel voor de finale. Samen met Hank Palmer, Anson Henry en Jared Connaughton eindigde hij hierin als zesde.

## Titels
- Canadees kampioen 100 m – 2004, 2005, 2008

## Persoonlijke records
Outdoor
| Onderdeel | Prestatie | Datum        | Plaats     |
| --------- | --------- | ------------ | ---------- |
| 100 m     | 10,12 s   | 27 juli 2002 | Manchester |
| 200 m     | 20,41 s   | 12 mei 2002  | Starkville |

Indoor
| Onderdeel | Prestatie | Datum            | Plaats       |
| --------- | --------- | ---------------- | ------------ |
| 50 m      | 5,81 s    | 8 februari 2008  | Saskatoon    |
| 60 m      | 6,60 s    | 15 maart 2003    | Fayetteville |
| 200 m     | 20,78 s   | 24 februari 2002 | Fayetteville |

## Palmares

### 100 m
- 2002:  Gemenebestspelen - 10,12 s
- 2004: 6e in ¼ fin. OS - 10,21 s
- 2005: 5e in serie WK - 10,50 s
- 2008: 6e in ¼ fin. OS - 10,36 s

### 200 m
- 2000: 6e in serie OS - 21,28 s

### 4 × 100 m
- 2000: 6e in ½ fin. OS - 38,92 s
- 2004: 7e in serie OS - 38,64 s
- 2008: 6e OS - 38,66 s